# Norba
Norba AB var en svensk tillverkare av sopbilar som idag ingår i nederländska Geesinknorba. 1913 bildades AB Norrbackens Gjuteri och Mekaniska Verkstad. Norba var en pionjärindustri inom renhållningsmaskiner, främst genom sopbilar med komprimeringsanordning.

## Historia
Verksamheten i Norrbacken går tillbaka till Johan Petterssons smedja i Tålebo som tillverkade hästvagnar och utvecklades till en mekanisk verkstad. Verksamheten växte och verksamhet startades i grannbyn Blomstermåla där Norba sedan var verksamt.
1917 köptes bolaget av Tändsticksbolaget under ledning av Ivar Kreuger och fick namnet Maskinfabriksab Norrbacken. I ledningen för bolaget satt vid grundandet Torsten Jung och hans bror Ivar Jung samt direktören Hilding Linde. Linde hade varit verksam vid AB Siefvert & Fornander i Kalmar (senare Arenco) som ägdes av Tändsticksbolaget. Jung hade själv konstruerat flera arbetsmaskiner och hyvelmaskiner började nu tillverkas vid Norrbacken.
I slutet av 1920-talet började bolaget tillverka soptunnor, latrinkärl och vagnar för att med häst hämta sopor. 1934 började bolaget tillverka sopbilar. Under 1930-talet utvecklades komprimeringsanordningar. 1962 antogs namnet Norba. 2001 såldes bolaget till Oshkosh Truck Corporation och slogs samtidigt ihop med Geesink. 2007 lades verksamheten i Blomstermåla ned och kvar blev företagets fabrik i Kalmar.
Företaget JOAB tog över lokalerna i Blomstermåla och fortsatte produktionen av egenutvecklade sopbilsaggregat, vilket pågår ännu år 2020. Därmed har Sverige numera två fabriker för sopbilstillverkning.